# 米洛斯拉娃·雷兹科娃
米洛斯拉娃·雷兹科娃（捷克語：Miloslava Rezková，1950年7月22日—2014年10月19日），捷克女子田径运动员。她曾代表捷克斯洛伐克参加1968年和1972年夏季奥林匹克运动会田径比赛，其中1968年奥运会获得一枚金牌。